# Anachis samanensis
Anachis samanensis är en snäckart. Anachis samanensis ingår i släktet Anachis och familjen Columbellidae. Inga underarter finns listade i Catalogue of Life.